# Književnik
Knjižévnik je umetnik, ki deluje na področju književnosti. Z njimi in njihovim ustvarjanjem se strokovno-znanstveno ukvarja literarna zgodovina in teorija.
Glede na področje delovanja književnike delimo na:
- dramatike
- esejiste
- pesnike
- pisatelje